# Acontia
Genre
Acontia est un genre de lépidoptères de la famille des Noctuidae et de la sous-famille des Acontiinae.

## Quelques espèces
- Acontia areletta (Mexique)
- Acontia clerana (Australie)
- Acontia lucida - le Collier blanc (Eurasiatique et Afrique du Nord)
- Acontia trabealis - l'Arlequinette jaune (Europe)
- Acontia transfigurata (Afrique: sud du Sahara)